# Michel-Louis Reneaulme de Lagaranne
Ne doit pas être confondu avec Paul Reneaulme.
Michel-Louis Reneaulme de Lagaranne, ou Reneaume, est un médecin et botaniste français, né le 15 décembre 1676 à Blois et mort le 27 mars 1739 à Paris.
On trouve également, comme prénom, « Michel-Louys », et, comme nom, « La Garanne » ; « Reneaulme » est souvent écrit « Reneaume » et 1675 souvent donné comme date de naissance,.
Il est le fils d'un médecin, l'arrière-petit-fils du médecin et botaniste Paul Reneaulme (1560–1624), et le frère de Paul-Alexandre Reneaulme (1672–1749). La famille, noble, était venue de Suisse en France deux siècles avant sa naissance.

## Biographie et contributions
Reneaulme obtient son titre de docteur à la faculté de Paris le 29 décembre 1700. Il est élu, le 6 novembre 1734 puis le 3 novembre 1736, doyen de cette faculté. Il est professeur à l’école de médecine de Paris et membre de l’Académie des sciences, d’abord comme élève de Jean Marchant (v. 1650–1738) à partir du 28 février 1699, puis comme titulaire à partir du 21 janvier 1710.
« Pour s'attacher les barbiers chirurgiens ou de robe courte », la faculté de médecine institue « pour ces derniers un cours de chirurgie en langue française ». Il en devient en 1719 le premier titulaire, ; il devait croire à l'avenir du français comme langue de la science puisqu'il s'est lui-même chargé de la traduction d'une thèse qu'on avait soutenue devant lui en latin.
Reneaulme est l'auteur de mémoires de botanique, dont des travaux sur la montée de la sève. On lui attribue des écrits de polémique dans la querelle qu'il y avait alors entre médecins et chirurgiens. Il est toutefois principalement connu pour avoir reçu de l’Académie les manuscrits de son maître et ami Joseph Pitton de Tournefort (1656–1708). Tournefort disait de Reneaulme « magnas avitæ virtutis spes faciens » (qui donne de grands espoirs d’atteindre la valeur de ses ancêtres). Malheureusement, les projets de Reneaulme tournent court et une partie seulement des manuscrits de Tournefort a paru, l’essentiel s'étant égaré pendant des années à la bibliothèque du Muséum national d'histoire naturelle.

## Œuvres
L'orthographe n'a pas été modernisée ; la ponctuation a été retouchée.

Abréviation : HARS : Histoire de l'Académie Royale des Sciences ; l'année qui est indiquée dans cette série est celle de la lecture devant l'Académie.

### Publications
- (avec Girolamo Mercurio, Giovanni Battista Ciotti et Charles Caviole) (it) La Commare o Riccoglitrice del' Eccmo Sr Scipion Mercurii… Divisa in tre libri ristampata correta et accresciuta dall' istesso autore, Venise, Gio. Bat. Ciotti, 1621
- Lettre de M… docteur en medecine à M… sur une these de medecine ; avec la traduction de ladite these, 1723
- Discours pour l'ouverture de l’École de chirurgie : avec une thèse paraphrasée, sous ce titre, Essay d'un traité des hernies, nommées descentes, Paris, Veuve d'Antoine-Urbain Coustelier, 1726[12] — La traduction de Lagaranne commence p. 49 ; la thèse originale[13], p. iv — (Recension), dans Le journal des savants, oct. 1726, p. 612
- « Formules des remedes usitez à Paris dans l'Hôpital de la Charité des Hommes », dans Abregé de toute la médecine pratique où l'on trouve les sentimens des plus habiles médecins sur les maladies, sur leurs causes, & sur leurs remèdes avec plusieurs observations importantes traduit de l'ouvrage de Mr. J. Allen (en), médecin anglois, trad. Jean Devaux, Paris, Guillaume Cavelier, 1737[14]
  - (la) Synopsis universæ medicinæ practicæ ; sive doctissimorum virorum de morbis eorumque causis ac remediis judicia — Édition de 1742 de cet ouvrage de John Allen.

### Mémoires
- « Relation d'un monstre né à Blois », dans HARS, 1703, p. 39 — « (deux enfants qui avaient le sommet de la tête et l'occiput commun [sic]) »
- « Observations sur le suc nourricier des plantes », dans HARS, 1707, p. 276
- « Sur la manière de conserver les grains », dans HARS, 1708, p. 63[15]
- « Spongia fluviatilis, ramosa, fragilis et piscem olens — Éponge de rivière, branchuë, cassante, qui a l'odeur de poisson », 1714, p. 231

### Comptes rendus de communications
- « Observation botanique » [sur les feuilles d'une espèce d'érable], dans HARS, 1699, p. 65
- Sur une nouvelle espèce de noyer
  - « Diverses observations botaniques — II », dans HARS, 1700, p. 70
  - (en) « A description of a new kind of walnut tree », dans Phil. Trans., 1753, p. 908
- « Sur le suc nourricier des plantes », dans HARS, 1707, p. 50
- « Sur la nourriture des plantes », dans HARS, 1711, en partie, de la p. 45 à la p. 51
- « Sur les systemes de botanique », dans HARS, années 1718–1726, vol. 1, Imprimerie Royale, 1719, p. 45–47
- « Sur la réparation de quelques parties du corps humain mutilées », dans HARS, 1719, p. 29
- « Sur de nouvelles eaux minérales de Passy », dans HARS, 1720, p. 42–46

### Polémiques
- «  A. R. D. C. M. », Le chirurgien-médecin — Gustave Schelle[16] rapporte l'attribution de cet écrit à Reneaulme de Lagaranne.
- Lettre d'un chirurgien à un apotiquaire au sujet de la dissertation intitulée Le chirurgien-medecin, 1726[17],[18]

### Manuscrits
- « Project sur les manuscrits de Monsieur de Tournefort », ms 2213 de la bibliothèque du Muséum national d'histoire naturelle[3]

### Listes de publications
- Liste de publications, site oclc.org

### Ouvrages
- « Michel-Louis Reneaulme de La Garanne », dans Société des sciences et lettres de Loir-et-Cher, Mémoires, 1856, p. 483–487
- Mme G. Duprat, « Les manuscrits de Tournefort conservés au Muséum d'histoire naturelle », dans Tournefort, coll. « Les grands naturalistes français », dirigée par Roger Heim, Paris, Muséum d'histoire naturelle, 1958, p. 208–218 et 227–236
- Mathieu Terrasson, « Extrait ou abrege du projet de M. Reneaume sur les manuscrits de feu M. Tournefort », dans HARS, 1709, p. 315–320

### Articles
- Le grand dictionnaire historique, ou Le mélange curieux de l'histoire sacrée et profane, 1759, principalement p. 134
- Dupetit Thouars[Lequel ?], « Reneaulme de la Garance (Michel-Louis) », dans Biographie universelle ancienne et moderne (Michaud), t. 35

### Polémiques
- Pierre-François Guyot Desfontaines,  Lettre de Jean Supin, maître d'école d'Anières, à M. R***, doyen de la Faculté de médecine [10 octobre 1736], Paris, Barrois l'aîné, 1823[19] — Dans le débat entre médecins et chirurgiens, Guyot Desfontaines était un défenseur des chirurgiens[20].

## Honneurs
- La plante nommée Renealmia a été ainsi nommée en l'honneur de Paul Reneaulme, non de Michel-Louis. Voir Linné, Supplementum plantarum Systematis vegetabilium editionis decimae tertiae, no 1350[21]